# Afet (Vorname)
Afet ist ein weiblicher Vorname arabischer Herkunft mit der Bedeutung „Schönheit“, „bildhübsche Frau“. Der Name kommt insbesondere in der Türkei und in Aserbaidschan vor.

## Namensträgerinnen
- Afet Ilgaz (1937–2015), türkische Schriftstellerin
- Afet İnan (1908–1985), türkische Historikerin und Soziologin